# The Promise (1979)
The Promise (bra: O Segredo de uma Promessa) é um filme norte-americano de 1979, do gênero drama, dirigido por Gilbert Cates e estrelado por Kathleen Quinlan e Stephen Collins.
The Promise é um dramalhão anacrônico, que poderia ter sido estrelado por Bette Davis na década de 1940. O filme recebeu a nota mais baixa de Leonard Maltin -- BOMB -- em seu livro "Leonard Maltin's Movie Guide - 2011 Edition".
A canção "Theme from The Promise (I'll Never Say 'Goodbye')", de David Shire, Alan Bergman e Marilyn Bergman, foi indicada ao Oscar.

## Sinopse
A jovem estudante Nancy McAllister sofre um acidente de carro tão grave que é convencida por Marion Hillyard, mãe de seu namorado Michael, a submeter-se a uma cirurgia plástica e recomeçar a vida longe dali. Na verdade, o que Marion queria era afastar Nancy do filho. Nancy, então, com rosto novo e nova identidade, muda-se para a Califórnia. Lá, ela se torna fotógrafa famosa e acaba contratada por um arquiteto. Acontece que esse arquiteto é ninguém menos que Michael, o antigo namorado! A princípio, Michael não a reconhece, mas aos poucos ele vai se lembrando de tudo, inclusive da promessa que fizera a ela, que envolvia um certo anel de noivado que haviam enterrado sob uma pedra à beira mar...

## Premiações
| Patrocinador                                  | Prêmio | Categoria              | Situação |
| --------------------------------------------- | ------ | ---------------------- | -------- |
| Academia de Artes e Ciências Cinematográficas | Oscar  | Melhor Canção Original | Indicado |

## Elenco
| Ator/Atriz          | Personagem                       |
| ------------------- | -------------------------------- |
| Kathleen Quinlan    | Nancy McAllister / Marie Adamson |
| Stephen Collins     | Michael Hillyard                 |
| Beatrice Straight   | Marion Hillyard                  |
| Laurence Luckinbill | Doutor Peter Gregson             |
| William Prince      | George Calloway                  |
| Michael O'Hare      | Ben Avery                        |
| Bibi Besch          | Doutora Faye Allison             |
| Robin Gammell       | Doutor Wickfield                 |
| Katherine De Hetre  | Wendy Lester                     |
| Paul Ryan           | Doutor Fenton                    |